# Ryan Tedder
Ryan Benjamin Tedder (Tulsa, 26 giugno 1979) è un cantautore, polistrumentista e produttore discografico statunitense, fondatore, frontman e voce solista del gruppo pop rock OneRepublic.
Ha scritto e prodotto per numerosi artisti, tra cui Madonna, Lady Gaga, Tate McRae, U2, Adele, Ariana Grande, Ellie Goulding, Blackpink, Beyoncé, Leona Lewis, One Direction, James Blunt, Taylor Swift, Gwen Stefani, Selena Gomez, Anitta, Justin Bieber, Ed Sheeran, Maroon 5, Big Time Rush, John Legend, Katy Perry e molti altri.
Nei primi mesi del 2014, Billboard Magazine, rivista statunitense gli ha dedicato la copertina con scritto "Il Re del Pop Undercover". Durante l'ultimo trimestre del 2013 e il primo del 2014, ha tracciato sei Top 40 hits, un record che nessun altro produttore o compositore aveva mai raggiunto.

## Biografia
Nato a Tulsa, Oklahoma, Tedder è cresciuto in una numerosa famiglia di missionari e pastori. Ha iniziato ad imparare a suonare il pianoforte all'età di tre anni con il metodo Suzuki, metodo che permette di suonare uno strumento ad "orecchio" piuttosto che con la lettura delle note. Il suo interesse per la musica fu spinto dal padre musicista e dalla madre insegnante. Ha iniziato a cantare come cantante autodidatta attorno ai sette anni, verso i dodici anni invece inizia a formare la sua voce imitando i suoi artisti preferiti, Sting, Stevie Wonder, Peter Gabriel e i Beatles.
Trascorre la sua adolescenza tra la chiesa, la scuola e piccoli gruppi musicali, ancora adolescente si trasferisce in Colorado, più precisamente a Colorado Springs, dove alla Colorado Springs Christian School incontra l'amico e collega dei OneRepublic Zach Filkins, assieme fanno parte anche della squadra di calcio della scuola. Successivamente studia alla Oral Roberts University in Oklahoma, dove nel 2001 si laurea in pubbliche relazioni e pubblicità.

## Carriera musicale

### Gli inizi

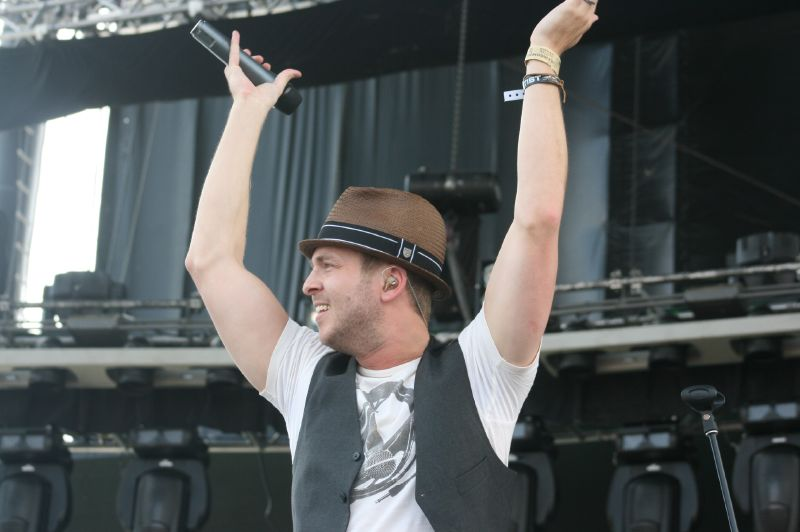
Ryan Tedder nel 2009

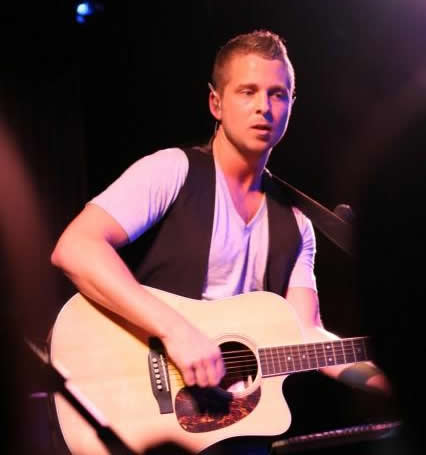
Ryan Tedder nel 2011

Tedder per anni ha lavorato come cameriere e come commesso in un negozio, prima di assicurarsi uno stage presso la DreamWorks SKG di Nashville, dove ha avuto modo di presentare alcuni demo. Durante lo stage ha scritto demo per diversi cantanti ed etichette, guadagnando dai 300 a 400 dollari a brano. All'età di ventun'anni, Tedder ha partecipato ad un concorso per cantanti/cantautori dove è stato scelto dall'ex cantante degli 'N Sync, Lance Bass, come uno dei cinque finalisti, permettendogli di partecipare ad uno speciale di un'ora su MTV, dove Tedder ha avuto modo di presentare di fronte a milioni di telespettatori il suo materiale.
Il premio per il vincitore consisteva in un contratto discografico con l'ormai defunta società di Bass, la Free Lance Entertainment. Ricevendo il maggior numero di voti, sia dei giudici che del pubblico, Tedder vinse il concorso e si aggiudica il contratto discografico, contratto che però non portò mai alla pubblicazione di un album.
L'apparizione televisiva di Tedder cattura l'attenzione del produttore hip-hop Timbaland, che lo prese sotto la sua ala come suo protégé. Per un po' di tempo, ha lavorato sotto lo pseudonimo 'Alias', facendosi un nome come produttore ed autore di canzoni per vari artisti, ricevendo una candidatura ai Grammy per il suo contributo su A Lively Mind di Paul Oakenfold.

### Produttore e scrittore
Nel giugno del 2007, Tedder ha firmato un contratto a livello mondiale con la casa discografica Kobalt Music Publishing. L'accordo con la Kobalt incluse le nuove composizioni di Tedder e tutti i brani non eseguiti dai OneRepublic.
Dopo alcuni anni sotto la tutela di Timbaland, con la sua approvazione, Tedder ha spostato la sua attenzione nel diventare un affermato artista. Tedder è l'autore della hit Apologize, eseguita con il suo gruppo OneRepublic, diventata uno dei maggiori successi del 2008. Il brano ha scalato le classifiche di mezzo mondo ed è diventato per molte settimane il brano più trasmesso dalle radio, solo Bleeding Love di Leona Lewis (brano tra l'altro scritto dallo stesso Tedder assieme a Jesse McCartney), è riuscito a battere il record stabilito precedentemente da Apologize. Bleeding Love è stato il singolo più venduto nel Regno Unito, stabilendosi per oltre sette settimane al primo posto.
Tedder ha scritto e prodotto i singoli di numerosi artisti, come Alesso, Madonna, Maroon 5, Ed Sheeran, Baby Bash, Kristinia DeBarge, Jennifer Lopez, Beyoncé, One Direction, Demi Lovato, Ellie Goulding, Big Time Rush, B.o.B, K'naan, Far East Movement, Carrie Underwood, Adam Lambert, Jordin Sparks, Gavin DeGraw, David Cook, Sebastian Ingrosso, U2, David Guetta, Gym Class Heroes, T-Pain, The Wanted, Zedd, Paul Oakenfold, Delta Goodrem, Leona Lewis, Train, Alexandra Burke, Backstreet Boys, AJ McLean, Chris Cornell, Ashley Tisdale, Ludacris, Lupe Fiasco, Hilary Duff, Timbaland, Christina Milian, Bubba Sparxxx, Jennifer Hudson, Menudo, Ashanti, Natasha Bedingfield, Michael Bolton, Whitney Houston, Westlife, Rihanna, Mario, Adele, Ariana Grande e molti altri artisti della scena nazionale ed internazionale. Ha lavorato con Kelly Clarkson per il suo album All I Ever Wanted, scrivendo le canzoni If I Can't Have You, Impossible, Save You e Already Gone, ha inoltre scritto per Beyoncé firmando il singolo Halo, inserito nell'album I Am... Sasha Fierce. Ha collaborato con Adele, come produttore e coautore dei singoli Turning Tables e Rumour Has It, inclusi nel pluripremiato album 21.
Tedder ha scritto gran parte del materiale inserito nel secondo album di Leona Lewis Echo, tra cui il primo singolo Happy. Tedder ha è coautore e produttore del singolo di Jordin Sparks Battlefield, inserito nel suo secondo ed omonimo album, inoltre Tedder ha collaborato, con un brano, a For Your Entertainment, album di debutto di Adam Lambert, secondo classifica dell'ottava edizione di American Idol.
Tedder ha inoltre collaborato nel 2012 alla realizzazione del singolo Lose My Mind con i noti dj Sebastian Ingrosso e Alesso cantando nella versione vocale del singolo originale del duo, conosciuto come Calling. Ha scritto per Katharine McPhee la canzone Touch Me, primo singolo della colonna sonora della serie televisiva Smash.
Tedder nel 2013 ha lavorato per James Blunt, Gavin DeGraw, Ellie Goulding, Trey Songz, Jason Derulo, Cody Simpson, Lady Antebellum, Dan Black e i One Direction.
Nel 2014, Tedder ha scritto per gli U2 e ha collaborato per il singolo di David Guetta "S.T.O.P." incluso nell'album Listen. Nello stesso anno ha collaborato Con Taylor Swift ai brani Welcome to New York e I Know Places, inclusi nell'album 1989.
Nel 2015, Tedder ha scritto con Zedd e Selena Gomez il loro singolo I Want You To Know. Nel mese di maggio ha collaborato con Alesso per il singolo "Scars". Ha inoltre scritto e prodotto la canzone "Why Try" per Ariana Grande, contenuta nel secondo album della cantante "My Everything". Sempre nel 2015 nell'album "Hysteria" della cantante Katharine McPhee, la canzone "Stranger Than Ficion" è stata scritta in collaborazione con Ryan. Ha collaborato con Olly Murs per il brano "Season" e ha scritto "Flares" con i The Script per l'album No Sound Without Silence. Tedder inoltre ha co-scritto "Remedy" con Adele per il suo terzo album in studio, 25. E infine "Wildfire" per Demi Lovato nell'album Confident.
Nel 2016 Tedder ha collaborato con i Cassius nel singolo "The Missing" e "Hey You" presente anch'esso nell'album Ibifornia. Il singolo Faith di Stevie Wonder che vede un feat. di Ariana Grande è stata scritta dal noto Ryan Tedder, tra l'altro nel mese di dicembre il singolo è stato inserito alle nomination per il Golden Globe.
Nel gennaio del 2017 ha scritto per Ed Sheeran il singolo chiamato Happier, mentre nello stesso mese ha collaborato con James Blunt per il suo singolo Love Me Better. Durante un'intervista nel 2018 Tedder conferma il suo lavoro sull'album di Camila Cabello e gli U2. Nel 2019 partecipa alla scrittura di Sucker, primo singolo del nuovo album dei Jonas Brothers.
Durante la pandemia a fine 2020 scrive e produce per John Legend, Anitta, Miley Cyrus e Diplo. Nel 2021 invece si ripete con Justin Bieber e Lil Nas X.

## OneRepublic

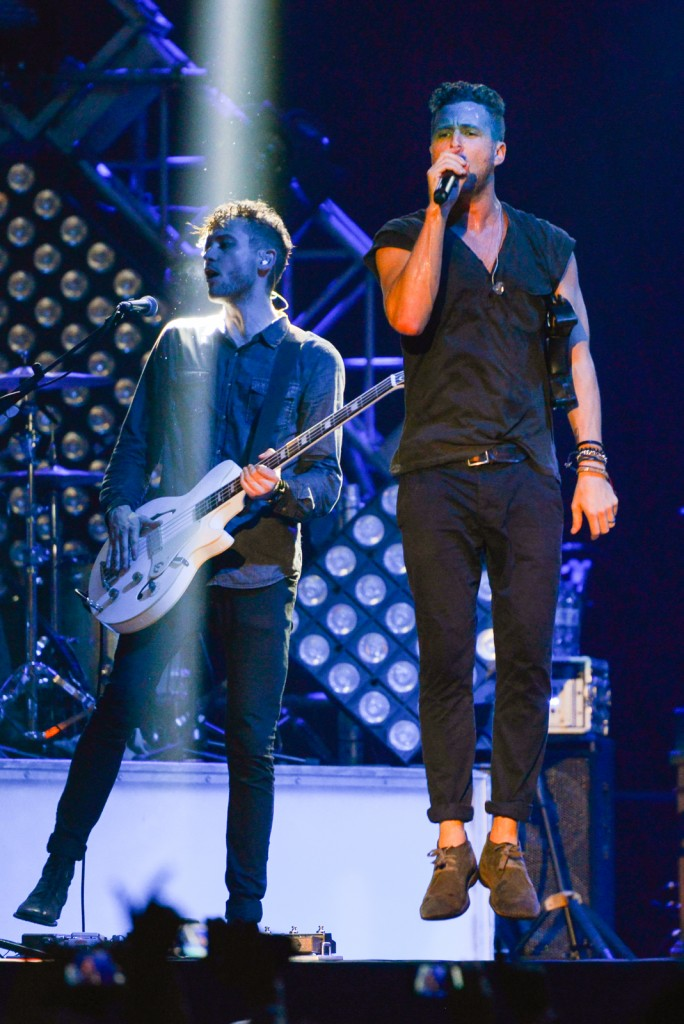
Ryan Tedder e Brent Kutzle durante un concerto degli OneRepublic in Malaysia

Tedder canta come voce solista, suona la chitarra e pianoforte per il gruppo pop rock OneRepublic. La band è composta da cinque membri (Tedder, Filkins, Eddie Fisher, Drew Brown e Brent Kutzle) ed è stata costituita a Colorado Springs nel 2002 da Tedder e dal suo compagno di liceo Zach Filkins. Con sede a Los Angeles, i OneRepublic hanno iniziato il loro cammino artistico grazie all'apporto del sito web MySpace. Dal giugno 2004 hanno accumulato più di trenta milioni di ascolti per la loro musica attraverso il sito, diventando in pochi anni una delle band più conosciute del social network.
La canzone dei OneRepublic Apologize, scritta da Ryan Tedder, è stata inizialmente pubblicata nella versione originale e inclusa nell'album di debutto Dreaming Out Loud, successivamente la canzone è stata remixata da Timbaland ed inclusa nell'album del 2007 Shock Value . Il singolo è stato un successo mondiale, guadagnando tre dischi di platino e cinque milioni di copie vendute in tutto il mondo. Grande successo anche per il secondo singolo Stop and Stare.
Tedder suona uno svariato numero di strumenti. Durante le esibizioni dei OneRepublic, egli canta e suona la chitarra, il basso, il glockenspiel e il pianoforte per il solo canto. In rare occasioni, egli suona la batteria a fianco del percussionista principale della band, Eddie Fisher. Per scrivere e comporre canzoni Tedder si avvale del pianoforte.
Nel novembre del 2009 la band pubblica il secondo album, intitolato Waking Up, anticipato dal singolo All the Right Moves alla radio e su iTunes in tutto il mondo ad eccezione della Germania, dove è stato pubblicato il singolo Secrets. Il terzo singolo assoluto che viene pubblicato è Good Life, dove riscontra successo in tutto il mondo.
Nel 2012 gli OneRepublic confermano l'uscita del nuovo e terzo album intitolato Native, pubblicato in tutto il mondo il 25 marzo 2013. I singoli pubblicati che hanno riscontrato interesse mondiale sono If I Lose Myself, Counting Stars, Love Runs Out e I Lived.
Dopo il successo dell'ultimo album nel mese di maggio 2016 ritornano in pista con un nuovo singolo Wherever I Go, e Kids rilasciato nel mese di agosto 2016. Singoli estratti dal loro quarto album dal titolo Oh My My.
Il 27 agosto 2021 la band rilascia Human, quinto disco in studio. I brani estratti Rescue Me e Run totalizzano una buona recensione mondiale.

## Bored Brothers
Bored Brothers è un progetto di artisti discografici completamente animato basato su NFT sviluppato e prodotto esecutivamente da artisti e scrittori vincitori di Grammy. Il duo Ryan Tedder dei OneRepublic e Kygo. Questo progetto è nato da un travolgente desiderio di curare e creare musica al di fuori dei rispettivi generi. Il loro primo singolo ufficiale, “DRIP” è stato rilasciato il 22 aprile 2022.

## Vita privata
Ha sposato nel 2004 la fidanzata storica Genevieve. La coppia ha due figli, Copeland Cruz Tedder e Miles Merrick Tedder.

## Discografia

### Con i OneRepublic
- 2007 – Dreaming Out Loud
- 2009 – Waking Up
- 2013 – Native
- 2016 – Oh My My
- 2021 – Human
- 2024 –  Artificial Paradise

### Collaborazioni
- 2010 – Good in Goodbye  (Wynter Gordon featuring Ryan Tedder)
- 2010 – She Tried  (Bubba Sparxxx featuring Ryan Tedder)
- 2010 – Rocketeer (Far East Movement featuring Ryan Tedder)
- 2011 – Save Some (Glacier Hiking featuring Ryan Tedder)
- 2011 – Gonna Get Over You (Sara Bareilles featuring Ryan Tedder)
- 2012 – Calling (Lose My Mind) (Sebastian Ingrosso & Alesso featuring Ryan Tedder)
- 2012 – The Fighter (Gym Class Heroes featuring Ryan Tedder)
- 2016 – The Missing (Cassius featuring Ryan Tedder & Jam)
- 2018 – One Day (Logic featuring Ryan Tedder)
- 2019 – Right Where I'm Supposed to Be  (Ryan Tedder with Avril Lavigne, Luis Fonsi, Assala Nasri, Hussain Al Jassmi & Tamer Hosny)
- 2021 – Learn to Love Me (David Solomon featuring Ryan Tedder)

## Filmografia
- Nickelodeon: School of rock – serie TV (2017)
- Pitch Perfect: Bumper in Berlin – serie TV, episodio 1x06 (2022)

## Riconoscimenti
Ryan Tedder è stato candidato nove volte ai Grammy Awards, ottenendo tre premi; inoltre ha ricevuto anche una nomination ai Golden Globe.
- 2008 – Grammy Award alla miglior interpretazione vocale di gruppo, Apologize (candidato)[3]
- 2008 – Grammy Award alla registrazione dell'anno, Bleeding Love (candidato)[3]
- 2009 – Grammy Award alla registrazione dell'anno, Halo (candidato)[3]
- 2009 - Grammy Award all'album dell'anno, I Am... Sasha Fierce (candidato)[3]
- 2011 - Grammy Award per il produttore dell'anno, Non-Classical (candidato)[3]
- 2011 - Grammy Award all'album dell'anno, 21 (vinto)[3]
- 2014 - Grammy Award all'album dell'anno, Beyoncé (candidato)[3]
- 2015 - Grammy Award all'album dell'anno, 1989 (vinto)[3]
- 2016 - Grammy Award all'album dell'anno, 25 (vinto)[3]
- 2017 - Golden Globe per la migliore canzone originale, Faith (candidato)[4]